# Neosparassus macilentus
Neosparassus macilentus là một loài nhện trong họ Sparassidae.
Loài này thuộc chi Neosparassus. Neosparassus macilentus được Ludwig Carl Christian Koch miêu tả năm 1875.